# Brachymyrmex micromegas
Brachymyrmex micromegas är en myrart som beskrevs av Carlo Emery 1923. Brachymyrmex micromegas ingår i släktet Brachymyrmex och familjen myror. Inga underarter finns listade.